# بلدرچین جنگلی
بلدرچین جنگلی (نام علمی: Odontophorus) نام یک سرده از تیره بلدرچین بر جدید است.
این سرده شامل گونه‌های زیر است:
- بلدرچین جنگلی مرمری، Odontophorus gujanensis
- بلدرچین جنگلی بال خالدار، Odontophorus capueira
- بلدرچین جنگلی گوش سیاه، Odontophorus melanotis
- بلدرچین جنگلی جلوخرمایی، Odontophorus erythrops
- †بلدرچین جنگلی جلوسیاه، Odontophorus atrifrons
- بلدرچین جنگلی بلوطی، Odontophorus hyperythrus
- بلدرچین جنگلی پشت‌سیاه، Odontophorus melanonotus
- بلدرچین جنگلی سینه‌خرمایی، Odontophorus speciosus
- بلدرچین جنگلی تاکارکونا، Odontophorus dialeucos
- بلدرچین جنگلی گلوپوش، Odontophorus strophium
- بلدرچین جنگلی ونزوئلایی، Odontophorus columbianus
- بلدرچین جنگلی سینه‌سیاه، Odontophorus leucolaemus
- بلدرچین جنگلی صورت‌نواری، Odontophorus balliviani
- بلدرچین جنگلی درخشان، Odontophorus stellatus
- بلدرچین جنگلی خالدار، Odontophorus guttatus